# Genoveva de Brabante

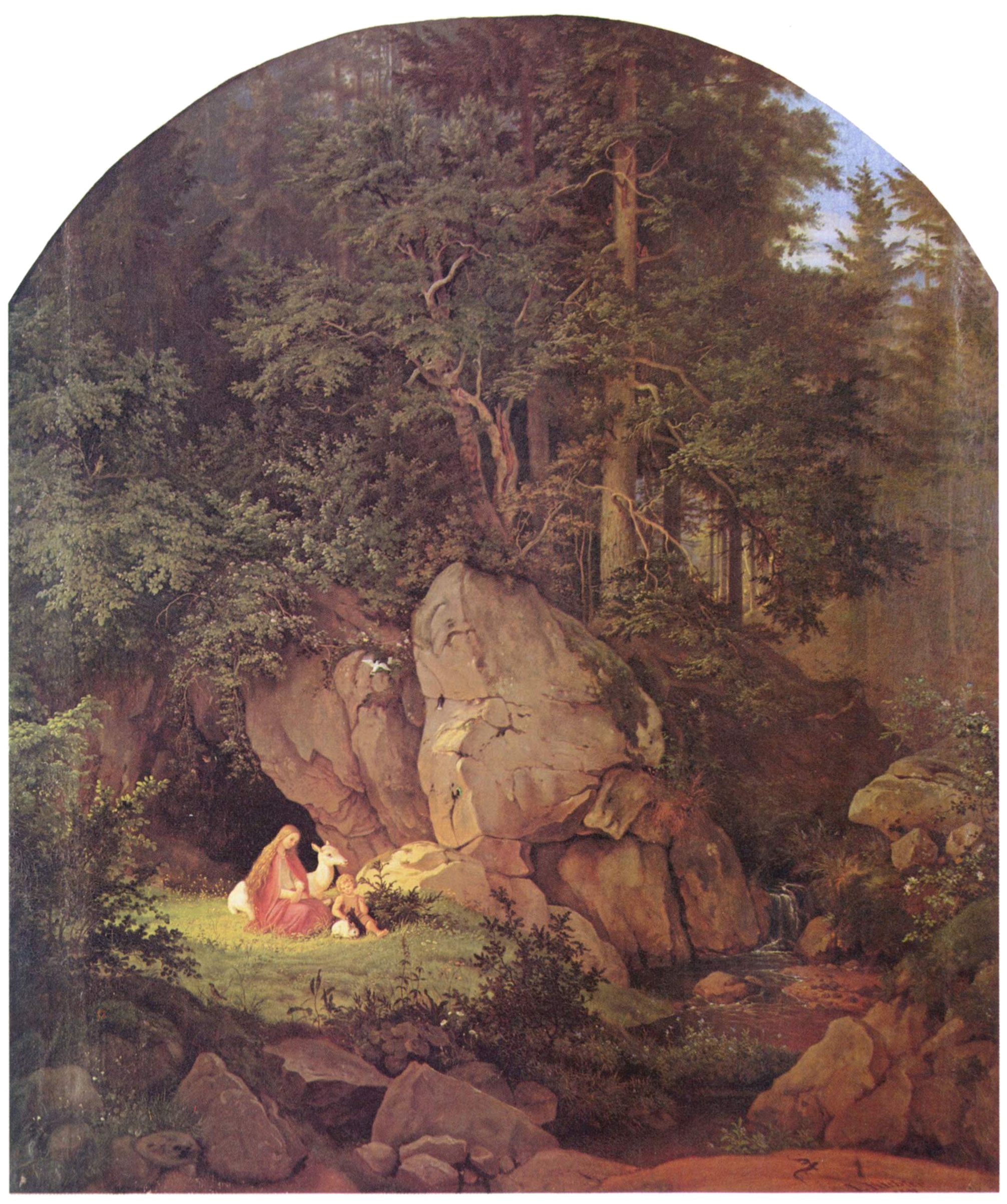
Genoveva en la soledad del bosque, de Adrian Ludwig Richter.

Genoveva de Brabante es la heroína de una leyenda medieval. Su historia es un ejemplo típico de la historia de una casta esposa falsamente acusada y repudiada por el testimonio de un pretendiente rechazado.

## Biografía
Genoveva de Brabante se dice que era la esposa de Siegfried de Tréveris, y que fue acusada falsamente por el mayordomo Golo. Condenada a muerte, fue perdonada por sus verdugos y vivió durante seis años con su hijo en una cueva en las Ardenas alimentada por una corza. Siegfried, que mientras tanto había descubierto la traición de Golo, estaba persiguiendo a las corzas, cuando la descubrió en su escondite y la restituyó a su antigua dignidad; luego mandó que Golo fuera descuartizado.

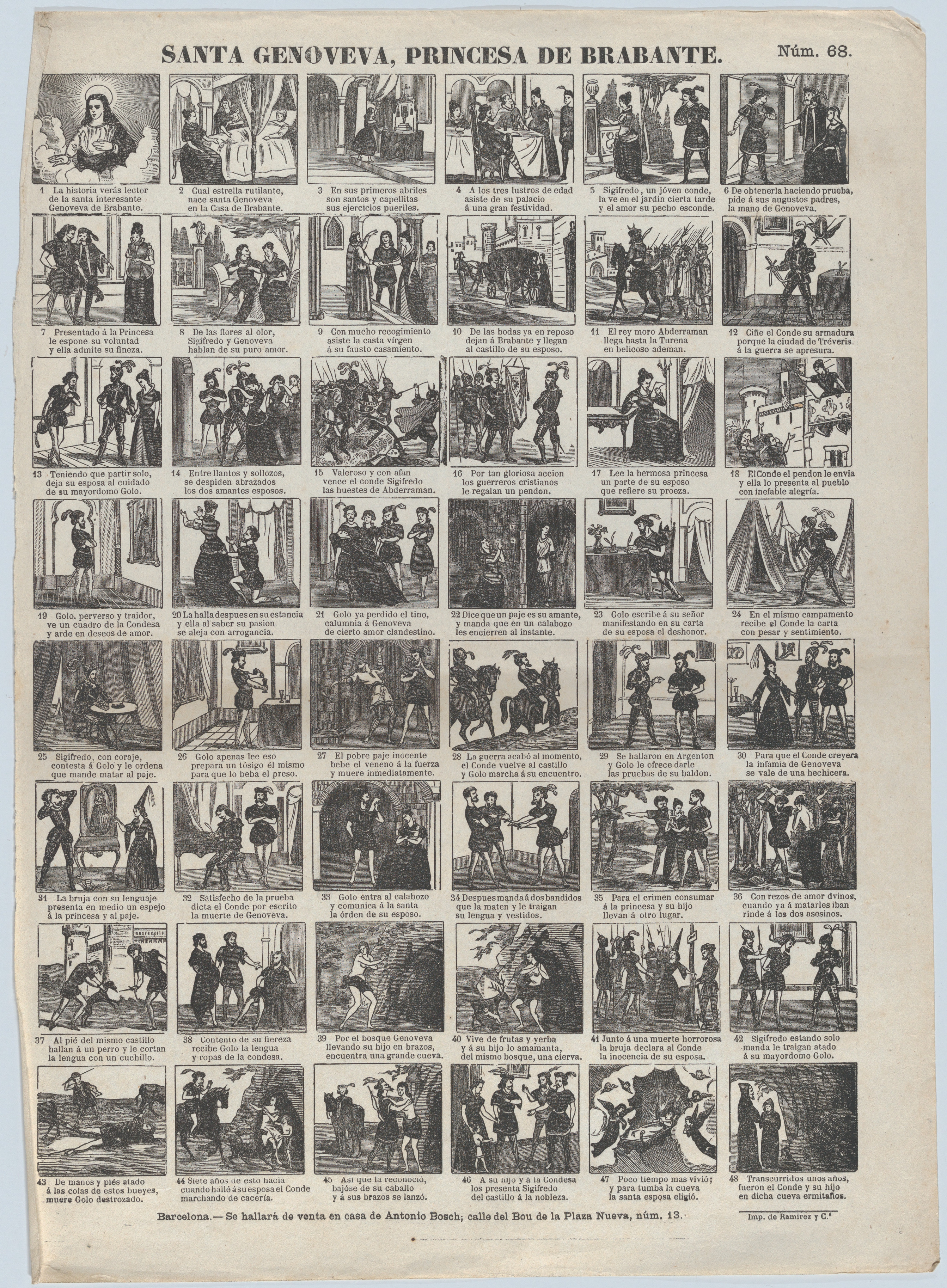
La vida de Genoveva contada en tercetillos en un ejemplar conservado en el Met de una publicación de la imprenta de Narciso Ramírez (segunda mitad del).

## Obras basadas en la vida de Genoveva de Brabante
- Genoveva de Brabante, de Christoph von Schmid o Cristóbal Schmid: Cuento para niños basado en la leyenda.
- Genoveva de Brabante, de Offenbach: opereta basada libremente en la leyenda.
- Genoveffa di Brabante, de Christian Friedrich Hebbel: obra basada en la leyenda.
- Genoveva, de Robert Schumann: ópera que se basa en la obra de Hebbel y también en el poema dramático de Ludwig Tieck Leben und Tod der Heiligen Genoveva (Vida y Muerte de Santa Genoveva).
- Geneviève de Brabant, de Erik Satie: pequeña ópera para marionetas basada en la leyenda.